# Águia romana

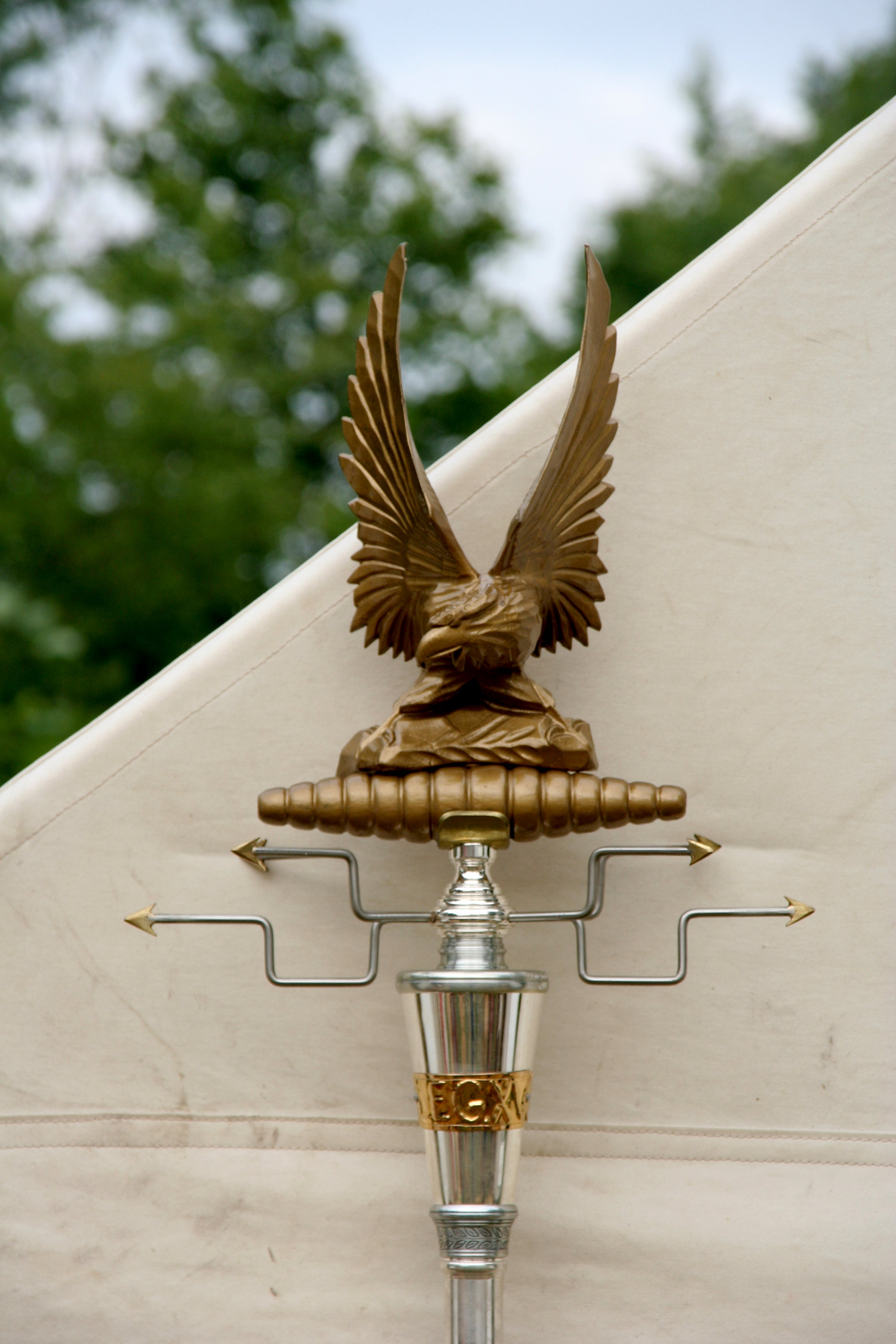
Representação da águia romana

A águia romana (em latim: Aquila) era um símbolo da Roma Antiga, sendo usada pelo exército romano como insígnia das legiões romanas. No tempo de Júlio César era feita de prata e ouro. A partir da reforma de Augusto passou a ser feita só de ouro. A águia era custódia da primeira coorte e só saía do acampamento romano em ocasiões raras, quando toda a legião se movimentava.
Para garantir a sua segurança havia um suboficial legionário, denominado aquilífero, que em ocasião de batalha deveria defender a insígnia a qualquer custo, mesmo o da própria vida, pois era sinal de grandes desgraças a sua perda, evento que terá ocorrido poucas vezes, uma delas na batalha da floresta de Teutoburgo em 9, quando três águias caíram nas mãos do inimigo.